# Châtres, Seine-et-Marne
Châtres là một xã ở tỉnh Seine-et-Marne, thuộc vùng Île-de-France ở miền bắc nước Pháp.

## Dân số
The Người dân ở Châtres được gọi là Châtriots.
Điều tra dân số năm 1999, there were 555 người.